# Грисалес, Карлос
Карлос Марио Грисалес (исп. Carlos Mario Grisales; род. 24 августа 1966, Рионегро, Антьокия) — колумбийский легкоатлет, специалист по бегу на длинные дистанции и марафону. Выступал на профессиональном уровне в 1991—2006 годах, победитель и призёр ряда крупных стартов на шоссе, обладатель серебряной медали чемпионата Центральной Америки и Карибского бассейна, бывший рекордсмен страны в марафоне, участник двух летних Олимпийских игр.

## Биография
Карлос Грисалес родился 24 августа 1966 года в городе Рионегро департамента Антьокия.
Впервые заявил о себе в лёгкой атлетике на международном уровне в сезоне 1991 года, когда вошёл в состав колумбийской национальной сборной и выступил на чемпионате мира по кроссу в Антверпене, где на дистанции 12 км занял итоговое 113-е место. Тогда же добился и первого успеха на марафонской дистанции — с результатом 2:12:33 стал пятым на Бостонском марафоне.
На Бостонском марафоне 1992 года занял 14-е место, показав время 2:15:09. Благодаря череде удачных выступлений удостоился права защищать честь страны на летних Олимпийских играх в Барселоне — здесь в программе марафона сошёл с дистанции.
В 1994 году сошёл на Бостонском марафоне, был девятым на Сиднейском марафоне (2:20:29) и третьим на Калифорнийском международном марафоне (2:17:31).
В 1995 году занял 147-е место на кроссовом чемпионате мира в Дареме, финишировал восьмым на Чикагском марафоне (2:13:41).
В 1996 году показал 36-й результат на чемпионате мира по кроссу в Стелленбосе, тогда как на Бостонском марафоне пришёл к финишу девятым, установив при этом национальный рекорд Колумбии — 2:11:17 (рекорд впоследствии продержался до 2021 года и был превзойдён Джейсоном Суаресом). Будучи сильнейшим колумбийским марафонцем, благополучно прошёл отбор на Олимпийские игры в Атленте — на сей раз преодолел марафонскую дистанцию за 2:15:56, расположившись в итоговом протоколе соревнований на 11-й строке.
После атлантской Олимпиады Грисалес ещё достаточно долго оставался действующим профессиональным спортсменом и продолжал принимать участие в крупнейших международных стартах на шоссе. Так, в 1997 году в полумарафоне он выиграл серебряную медаль на чемпионате Центральной Америки и Карибского бассейна в Сан-Хуане, с личным рекордом 1:02:43 занял 34-е место на чемпионате мира по полумарафону в Кошице, показал 13-й результат на Нью-Йоркском марафоне (2:18:38).
В 1998 году на Бостонском и Нью-Йоркском марафонах сошёл, на чемпионате мира по полумарафону в Устере занял 47-е место.
В 1999 году занял 22-е место на Чикагском марафоне (2:15:30).
В 2000 году стал пятым на марафоне в Нашвилле (2:14:12), девятым на Кёльнском марафоне (2:21:08), сошёл на Фукуокском международном марафоне.
В 2001 году финишировал седьмым на Лос-Анджелесском марафоне (2:18:48) и 36-м на Фукуокском марафоне (2:27:04).
В 2003 году представлял Колумбию в марафоне на чемпионате мира в Париже — с результатом 2:22:34 занял итоговое 54-е место.
Завершил спортивную карьеру по окончании сезона 2006 года.